# Hans Kammler
Hans (Heinz) Friedrich Karl Franz Kammler SS mérnök-vezérőrnagy (született 1901. augusztus 26., halálának időpontja ismeretlen) a legmagasabb tiszti rangot elért német mérnök, valamint a legmagasabb rangú  Schutzstaffel  (SS) mérnök-tiszt. Felügyeletébe tartozott az összes SS építkezési projekt, és a II. világháború végén a V–1 és V–2 valamint a sugárhajtású repülőgép projektek.  Ő volt az utolsó, akit 1945. március 1-jei nappal léptettek elő SS-Obergruppenführer  rendfokozatba a náci Németországban.
Legtöbbször Hans Kammler néven említik.

## Háború előtti élete
Hans Kammler Stettin városában született a Német Birodalom területén (jelenleg  Szczecin, Lengyelországban). 1919-ben önkéntes katonai szolgálat után a szélsőjobboldali Rossbach szabadcsapatban szolgált. 1919-től 1923-ig építőmérnöknek tanult a Technische Hochschule der Freien Stadt Danzig egyetemen és a müncheni egyetemen, ahol mérnök-doktori fokozatot ért el 1932 novemberében. Ezt követően néhány éves gyakorlatot szerzett a helyi építési hivatalban.
1931-ben Kammler belépett a Nemzetiszocialista Német Munkáspártba (NSDAP), és több adminisztratív tisztséget viselt a náci párt hatalomra jutása után. 1933-ban a Légügyi Minisztérium Építési osztályát vezette. 1933 május 20-án belépett az SS-be (tagsági száma: 113,619 volt). 1934-ben a Birodalmi Belügyminisztérium tanácsosa volt.
1934-ben  vezetője lett a Birodalmi Kiskertészek és Földtulajdonosok Szövetségének (Reichsbund der Kleingärtner und Kleinsiedler)

## Második világháborús szerepe
1941-ben belépett a  Waffen-SS tagjai közé.
Hans Kammler végül Oswald Pohl helyettese lett a SS-Wirtschafts-Verwaltungshauptamt (WVHA) szervezetben, amely az Amtsgruppe D (Amt D)-t felügyelte, ami a koncentrációs táborok adminisztrációját végezte. Kammler szintén vezetője volt az Amt C-nek, amely a koncentrációs és megsemmisítő táborokat tervezte és kivitelezte. Utóbbi minőségében felelős volt az Auschwitz-Birkenaui koncentrációs tábor krematórium-infrastruktúrájának hatékonysági növeléséért, amely része volt a tábor megsemmisítő táborrá alakításának.

### Fegyverzetfejlesztési projektek

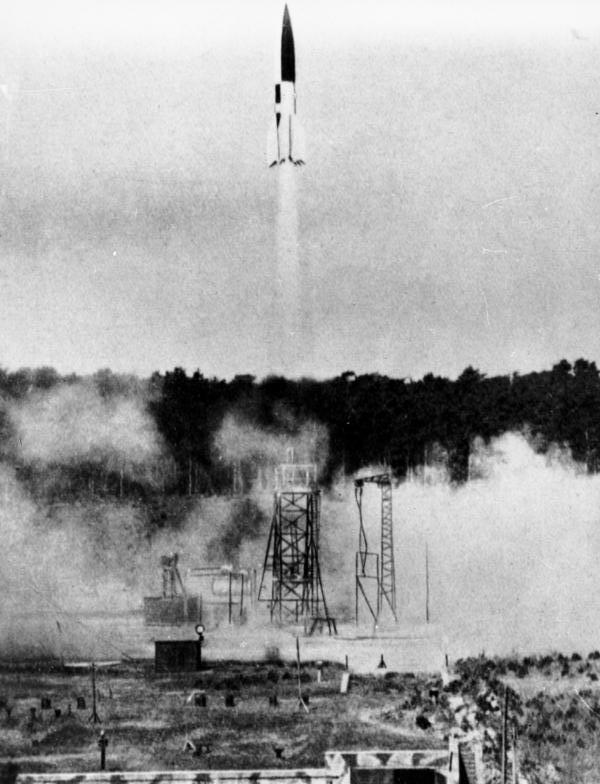
V–2 rakéta indítás fix kilövőállványról 1943 nyarán

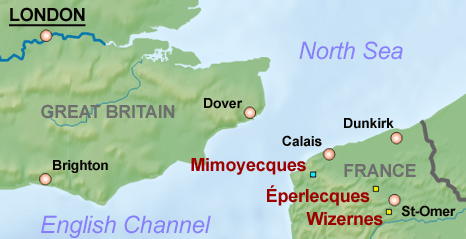
Pas-de-Calais és délkelet-Anglia térképe az Éperlecques-i valamint további főbb indító V-fegyverzeti létesítményekkel

A második világháború kezdete előtt nincs jele annak hogy Kammler valamilyen fejlesztési projektben részt vett volna, oktatási háttér hiányában. Ez a háború korai éveiben is így volt, nem vett részt projektekben. A fegyverzetfejlesztési projektben való közreműködésére az első tiszta utalás Oswald Pohl levele Heinrich Himmler számára 1942 közepén, egy minisztériumközi emlékeztető a modern fegyverek gyártásáról a koncentrációs táborokban.
Kammler részt vett többféle titkos fegyverprojekt építési helyszínein folyó munkálatok irányításában, beleértve a gyártóüzemeket és a tesztlétesítményeket a Messerschmitt Me 262 és a V–2 projektek számára. A peenemündei szövetséges bombázások után Kammler felelősségi körébe kerül a  V–2 rakéta tömeggyártása. A gyárakat földalatti létesítményekben telepítette, munkájának eredménye a Mittelwerk üzem és a hozzá kapcsolódó koncentrációs táborkomplexum, Mittelbau-Dora, ahol a rabszolgamunkások szállása volt. Ezeket a projekteket nagy nyomás alá helyezte a háborús helyzet, és az elképesztően rövid határidő. Ekkoriban állítólag  Kammler mottója volt: „Ne aggódj az áldozatok miatt. A munkának a lehető legrövidebb időben kell elkészülnie.”.
Ebben a periódusban Kammler  megkísérelte befejezni a Blockhaus d'Éperlecques és a Watten Bunker létesítmények építését (erődített V–2 összeszerelő üzem és kilövő bázisok lettek volna), azonban ezeket a projekteket ellehetetlenítette a szövetségesek bombázása.
Albert Speer miniszter képviselőjének nevezte ki Hans Kammlert a különleges építési feladatok felügyeletére, arra számítva hogy a minisztérium fő építési feladataival egységben szervezi a tevékenységet az építészeti bizottságban.1944 márciusában Göring kijelöli delegáltnak a különleges építmények felügyeletére (ami a vadászrepülőgép programot jelenti) ekkoriban a hadigazdaság egyik legfontosabb menedzseri feladatát jelentette. Ezzel csökkentette Speer befolyását.

### Koncentrációs táborok
Alapvetően a harmadik birodalom Szovjetunió elleni hadjáratának kudarca után, Kammler egyre több projekt építési, mérnöki feladataiban vett részt. Koncentrációs táborok, tömeges megsemmisítő eszközök (krematóriumok az auschwitzi koncentrációs táborban), gyárak, rabmunka-menedzsment, különféle földalatti üzemek, harckocsigyártás – ezek határozták meg karrierjét és korai felemelkedését azt SS hierarchiájában. Amennyire ismert, néhány projektirodát  közvetlenül irányított, számos kiemelkedő német mérnökkel került közvetlen kapcsolatba (például  Ferdinand Porsche). Egy munkatársa úgy jellemezte, hogy alapvetően intelligens, munkamániás, és a maga feszített ritmusú munkatempóját a környezetétől is elváró vezető. Úgy jellemezték, hogy nagyon zárkózott, tekintélyelvű, az erkölcsi érzéket teljesen nélkülöző és az erőltetett ütemű munkavégzés kikényszerítésére radikális, brutális módszereket alkalmazó ember. Később a háború után sok híresztelés alapjául szolgáltak ezek a jellemvonásai, de az is tény, hogy ez juttatta el karrierje csúcsára.
1944-ben Adolf Hitler Himmler tanácsára  a  V–2 projektet az SS felügyelete alá rendelte, és 1944. augusztus 8-án Walter Dornberger tábornok helyére kinevezte Kammlert igazgatónak. 1945. január 31-ig Kammler az összes rakétafejlesztési projekt vezetője volt. Ebben az időben részlegesen részt vett a Szövetségesek elleni V–2 bevetések irányításában, amíg a visszavonulás miatt el nem érték a német határt. A visszavonulás során közvetlenül parancsot adott 208 kényszermunkás kivégzésére Warstein közelében.[forrás?]
1945 márciusában Goebbels tanácsára több funkcióból felmentették Hermann Göring légimarsallt, ezeket a funkciókat  Hans Kammler vette át. Ennek a folyamatnak  a betetőzése 1945 április elsején volt, amikor a  Hitler sugárhajtású repülőgép-ügyi meghatalmazottja lett.
Szintén 1945 márciusában – úgy tartják – amikor az amerikai csapatok német területre érkeztek, a Dora–Mittelbaui koncentrációs táborban fogvatartott rabmunkások biztonsági okból elrendelő kivégzési parancsát fogadta Kammler, de nem hajtotta végre.[forrás?]
1945. április 1-jén Kammler elrendelte 500 rakétatechnikus kitelepítését az Alpok hegységbe. Az utolsó V–2 kilövést március végén hajtották végre a nyugati fronton, április 5-től az OkW (Oberkommando der Wehrmacht) parancsa alapján a Nordhausen térség védelmének parancsnoka lett. Azonban a védekezés helyett a V–1 különleges felszereléseinek az azonnali elpusztítását rendelte el a Syke kódnevű raktárban. Ebben a szerepe a mai napig nem tisztázott.

## Halála
Halálának körülményei a mai napig tisztázatlanok. A Berlin-Charlottenburg kerületi bíróság 1948. szeptember 7-i ítéletében halálának napját hivatalosan 1945. május 9-ben állapította meg. 1997-ben halálos ágyán megvallota fiának az az amerikai tiszt (Richardson), aki az Egyesült Államokbeli tartózkodása alatt felelős volt Kammlerért, hogy a gemkapocs művelet keretében dolgozott náluk, és 1947-ben felakasztotta magát. 2019-ben kutatók (Döbert és Karlsch) valóban megtalálták azokat az iratokat, amelyek a kihallgatását és Amerikába szállítását előkészítették, ami alátámasztja Richardson vallomását, de tartózkodásáról, vagy haláláról még mindig nem férhetők hozzá dokumentumok.

## Fordítás
Ez a szócikk részben vagy egészben  a    Hans Kammler című angol Wikipédia-szócikk fordításán alapul.  Az eredeti cikk szerkesztőit annak laptörténete sorolja fel. Ez a jelzés csupán a megfogalmazás eredetét és a szerzői jogokat jelzi, nem szolgál a cikkben szereplő információk forrásmegjelöléseként.